# Косана Стојић
Косана Стојић (1. децембар 1986, Београд) српски је текстописац.
Од 2005. године гради каријеру текстописца, али се на музичкој сцени појављује 2013. године. Косана блиско сарађује са композитором Немањом Антонићем. Од 2017. године води свој блог Мисли сабране жене.

## Избор текстова
- Џејла Рамовић (Спарта, Бол)
- Едита (Љуштура, Блуд и неморал, Ако ти заборавим)
- Hurricane (Hasta la vista, Авантура, Брзи прсти, Господине)
- Вишња Петровић (Психо, Малаксалост, Извини гаде)

## Дискографија

### Синглови
- Нестали на мапи (2012)
- Хеј, кафано (2012)